# Ariarathe VII
Pour les articles homonymes, voir Ariarathe.
Ariarathe VII Philométôr (en grec ancien : Ἀριαράθης Φιλομήτωρ / Ariaráthēs Philomḗtōr) est un roi de Cappadoce ayant régné de 111 à 100 av. J.-C.

## Biographie
Ariarathe VII Philométôr (« qui aime sa mère ») est le fils du roi Ariarathe VI Epiphanes Philopator et de Laodicé C, une fille de Mithridate V et sœur de Mithridate VI.
Il succède à son père après le meurtre de ce dernier par Gordios. La princesse Laodicé assure la régence. Lorsque Laodicé décide d’épouser le roi de Bithynie Nicomède III Evergetès, son frère Mithridate VI refuse d’accepter le rapprochement des deux états voisins du royaume du Pont ; il intervient en Cappadoce et chasse le couple royal.
Ariarathe VII demeure seul roi mais il refuse d’accepter le retour de Gordios, l’assassin de son père, que Mithridate VI veut lui imposer. La tension devient forte entre le jeune roi et son oncle et ce dernier assassine lui-même Ariarathe VII durant une rencontre.